# Deuterocanónicos

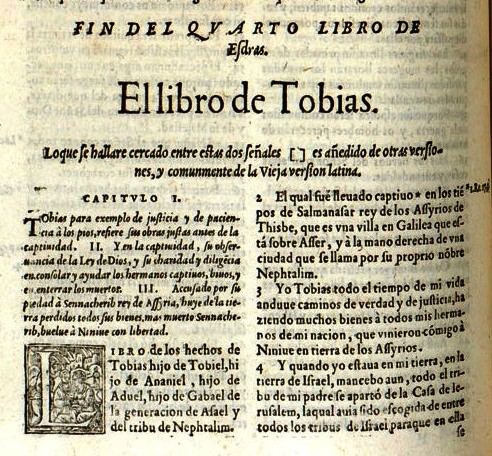
Detalle de una página de la Biblia del Oso (Basilea, Suiza, 1569), de Casiodoro de Reina, reformador protestante español del, que contiene el principio y los encabezados del Libro de Tobías, uno de los libros deuterocanónicos.

 Los deuterocanónicos o libros deuterocanónicos (del griego, «pertenecientes al segundo canon») son textos y pasajes del Antiguo Testamento considerados por la Iglesia católica, la Iglesia ortodoxa y las Iglesias ortodoxas orientales como canónicos, que no están incluidos en la Biblia hebrea y son considerados por judíos y protestantes como apócrifos. 
Estos textos y pasajes, muchos de los cuales fueron escritos originalmente en hebreo (aunque algunos en griego, arameo o una combinación de los tres), se originaron entre el 300 a. C. y el 100 d. C., antes de la separación de la Iglesia cristiana del judaísmo.Aparecen en la Septuaginta —una Biblia griega datada entre los años 280 a. C. y 30 a. C.—, el texto utilizado por las comunidades judías e israelitas de todo el mundo antiguo más allá de Judea, y luego por la iglesia cristiana primitiva, de habla y cultura griegas.Según algunos estudiosos, existe una correspondencia de pensamiento entre el Nuevo Testamento cristiano y estos libros,y otros afirman que textos y pasajes de estos libros son parafraseados, referidos o se alude a ellos muchas veces en el Nuevo Testamento, dependiendo en gran medida de lo que cuente como referencia.
El término «deuterocanónico» distingue a estos libros tanto de los libros protocanónicos (aquellos del canon hebreo) como de los apócrifos bíblicos (libros de origen judío que eran leídos a veces en iglesias cristianas como sagradas escrituras, pero que no eran considerados canónicos).
Si bien no hay consenso académico respecto a cuándo se fijó el canon de la biblia hebrea, algunos académicos sostienen que el canon hebreo se estableció mucho antes del siglo I d. C., incluso ya en el siglo IV a. C.,o para la época de la dinastía asmonea (140-40 a. C.). Aunque los deuterocanónicos no forman parte del canon judío, muchos son mencionados o interpretados en el Talmud, o recogidos como tradiciones en la Ley oral. Algunos, como Macabeos, contienen relatos que se consideran importantes dentro de la tradición judía.

## Componentes
Los deuterocanónicos del Antiguo Testamento son:
- Deuterocanónicos en la Iglesia Católica y la Iglesia Ortodoxa:
  - El Libro de Tobías o Tobit
  - El Libro de Judit
  - El Libro de la Sabiduría
  - El Libro del Eclesiástico, Sirácida o Sirácides
  - El Libro de Baruc incluida la Carta de Jeremías (Baruc 6)
  - El Libro I de los Macabeos
  - El Libro II de los Macabeos
  - Las «adiciones griegas» al Libro de Ester  (Ester 10:4 al 16:24)
  - Las «adiciones griegas» al Libro de Daniel
    - La Oración de Azarías (Daniel 3:24-50)
    - El Himno de los tres jóvenes (Daniel 3:51-90)
    - La Historia de Susana (Daniel 13)
    - La Historia de Bel y el Dragón (Daniel 14)

- Deuterocanónicos solo en la Iglesia Ortodoxa:
  - La oración de Manasés
  - 3 Esdras
  - 4 Esdras (como apéndice en algunas iglesias eslavas)
  - 3 Macabeos
  - 4 Macabeos (suele colocarse en forma de apéndice)
  - Salmo 151
  - Salmos de Salomón

Por otra parte, también se denominan deuterocanónicos a algunos libros del Nuevo Testamento que no fueron admitidos en el canon desde el primer momento, sino después de haberse disipado algunas dudas. Ellos son:
- Epístola a los hebreos
- Epístola de Santiago
- Segunda epístola de Pedro
- Segunda epístola de Juan
- Tercera epístola de Juan
- Epístola de Judas
- Apocalipsis

## Etimología del vocablo
Del griego δευτεροκανονικός (déuteros: “segundo”, “posterior”; y kanonikós: “perteneciente a una regla o canon”, “canónico”). Nombre dado a ciertos libros, o adiciones de libros que, a lo largo de la historia, no han sido considerados por todos como inspirados. Actualmente, son rechazados por judíos y por la mayoría de los protestantes, pero incluidos y aceptados por la Iglesia católica y por la Iglesia ortodoxa. 
Los términos protocanónicos y deuterocanónicos no aparecieron nunca antes de mediados del siglo XVI. Fueron acuñados en el año de 1556 por Sixto de Siena (1520-1569), teólogo católico de origen judío, para referirse, respectivamente, a los textos propios del llamado Canon Palestinense del Tanaj judío –por considerarlo una “primera norma” o prescripción de textos del Antiguo Testamento—, y a los textos propios del llamado Canon Alejandrino de la Biblia Griega —por considerarlo una “segunda norma” o prescripción de textos del Antiguo Testamento—.
La Enciclopedia Espasa define este término de la siguiente manera:

"Nombre que se da a aquellos libros, o parte de libros de la Sagrada Escritura, que desde su origen no fueron considerados como inspirados por todos, y que hoy son rechazados del canon de la Sagrada Escritura por los judíos y protestantes. La Iglesia católica, empero, los considera como verdadera y auténtica palabra de Dios".
 Tomo 18, Pág. 721.

## Septuaginta
La gran mayoría de las referencias del Antiguo Testamento en el Nuevo Testamento están tomadas de la biblia griega Septuaginta (LXX), escrita entre el 280 y 30 a. C., que incluye los libros deuterocanónicos, así como también los libros apócrifos. La Septuaginta fue ampliamente aceptada y utilizada por los judíos de habla griega en el siglo I, incluso en la región de Judea, y por lo tanto, naturalmente se convirtió en el texto más ampliamente utilizado por los primeros cristianos, que eran predominantemente de habla griega.
Libros deuterocanónicos y apócrifos incluidos en la Septuaginta

## Entre los judíos delsigloI

### Filón de Alejandría
Filón (15 a. C.-45 d. C.), contemporáneo de Jesús de Nazaret, que vivió precisamente en Alejandría, nunca cita ninguno de los libros deuterocanónicos en sus escritos.

### Flavio Josefo
Flavio Josefo menciona (37-101 d. C.) que solo 22 libros eran considerados como canónicos:

“...porque no tenemos decenas de miles de libros discordantes y en conflicto, sino sólo veintidós (canon hebreo), conteniendo los registros de todos los tiempos, los cuales han sido justamente considerados como divinos. Y de estos, cinco son los libros de Moisés ... Luego, los Profetas que siguieron, compilaron la historia del período desde Moisés hasta el reino de Artajerjes sucesor de Jerjes, rey de Persia, en trece libros, [sobre] lo que se hizo en sus tiempos. Los restantes cuatro libros comprenden himnos a Dios e instrucciones prácticas para los hombres”.
Flavio Josefo

### Jamnia
Tras la caída de Jerusalén y su Templo en el 70, un grupo de rabinos fundó una escuela en Jamnia. Allí sucedieron varias discusiones sobre los libros del Tanaj.

"El resultado de sus debates [de Yohanan ben Zakkai y otros] fue que, pese a las objeciones, Proverbios, Eclesiastés, Cantares y Ester fueron reconocidos como canónicos; Eclesiástico no fue reconocido (Talmud de Babilonia Shabbat 30 b; Mishná Yadaim 3:5; Talmud de Babilonia Magillah 7 a; Talmud de Jeusalén Megillah 70 d). Los debates de Jamnia «no tienen que ver con la aceptación de ciertos escritos dentro del Canon, sino más bien con su derecho a permanecer allí» (A. Bentzen, Introduction to the Old Testament, i [Copenhagen, 1948], p. 31). Hubo alguna discusión previa en la escuela de Shammai acerca de Ezequiel, que ya hacía mucho estaba incluido entre los Profetas, pero cuando un rabino ingenioso mostró que realmente no contradecía a Moisés, como se había alegado, se allanaron las dudas (Talmud de Babilonia Shabbat 13 b)".
F.F. Bruce

## Canonicidad

### SiglosIIyIII
El primer autor cristiano del cual tenemos referencia que habló del canon del Antiguo Testamento fue el obispo de Sardes, Melitón. En una carta, menciona los libros del canon hebreo a excepción de Ester, mientras que incluye al libro de Sabiduría.
A mediados del III siglo, Orígenes afirmaba, citado por Eusebio de Cesárea:

"No se ha de ignorar que los libros testamentarios, tal como los han transmitido los hebreos, son veintidós, tantos como número de letras hay en entre ellos".
Orígenes

Entre los veintidós libros a los que se refiere Orígenes son citados como canónicos Macabeos y la Epístola de Jeremías (el último capítulo del libro de Baruc), los veintidós libros citados por él son:

Génesis; Éxodo; Levítico; Números; Deuteronomio; Josué; Jueces y Ruth en un solo libro; Reyes I y II (1 Samuel y 2 Samuel) en uno; Reyes III y IV (1 Reyes y 2 Reyes) en uno; Crónicas (1 Crónicas y 2 Crónicas) en uno; Esdras I y II (Esdras-Nehemías) en uno; Salmos; Proverbios de Salomón; Eclesiastés; el Cantar de Cantares; Isaías; Jeremías con Lamentaciones y la epístola en uno; Daniel; Ezequiel; Job; Esther; y además Macabeos.

Hay que reconocer, sin embargo, que en la práctica, Orígenes se negó a excluir totalmente los apócrifos, porque se los empleaba en la Iglesia, como él mismo lo explica en su Carta a Julio Africano.
En el Fragmento Muratoriano también conocido como Canon de Muratori podemos encontrar que el libro de la Sabiduría de Salomón era aceptado por la iglesia, aunque se desconoce si algún otro era aceptado debido a que al documento le falta una parte.

"...Pero la carta de Judas y las dos superscritas con el nombre de Juan han sido aceptadas por la Iglesia Católica, la Sabiduría también, escrita por los amigos de Salomón en su honor..."
Fragmento Muratoriano

### SiglosIVyV
Atanasio (367 d. C.) en una de sus cartas pascuales da una lista muy parecida a la de Orígenes y al canon hebreo, con la diferencia de que incluye Baruc y la Epístola de Jeremías como canónicos y además omite a Ester.

"Pero para mayor exactitud debo ... añadir esto: hay otros libros fuera de éstos, que no están ciertamente incluidos en el canon, pero que han sido designados por los Padres para ser leídos por aquellos que recién se unen a nosotros y que desean ser instruidos en la palabra de piedad. Estos son la Sabiduría de Salomón, la Sabiduría de Sirá [Eclesiástico], Ester, Judit y Tobit."
Atanasio

Cirilo de Jerusalén (350 d. C.) en su libro Catechetical Lectures cita como canónicos en un solo libro a Jeremías, Baruc, Lamentaciones y la Epístola de Jeremías.
Gregorio Nacianceno da una lista de libros canónicos en verso, en donde reconoce veintidós libros; omite Ester. Anfiloquio sigue la línea de Gregorio, pero añade: "Junto con éstos, algunos incluyen Ester".
Epifanio (385 d. C.) menciona que "hay 27 libros dados por Dios a los judíos, pero se cuentan como 22, porque diez libros se duplican y se cuentan como cinco". Él escribió en su Panarion que los judíos tenían en sus libros como canónicos la Epístola de Jeremías y Baruc combinado con Jeremías y Lamentaciones en un solo libro, mientras decía Sabiduría de Sirá y la Sabiduría de Salomón eran libros de disputada canonicidad. En otra parte añade como apéndice al Nuevo Testamento a la Sabiduría de Salomón y a la de Sirá.
Agustín reconocía la importancia de las lenguas originales, no sabía hebreo, e instó en su correspondencia con Jerónimo a que éste realizase su nueva versión a partir de la Septuaginta. Da una lista del canon del Antiguo y Nuevo Testamento en su libro Sobre la Doctrina Cristiana Libro II Cápítulo 8:13 (397 - 426 d. C.), en el cual incluye los deuterocanónicos:

Ahora, todo el canon de la Escritura en el cual decimos que este juicio debe ser ejercido, está contenido en los siguientes libros: - Cinco libros de Moisés, es decir, Génesis, Éxodo, Levítico, Números, Deuteronomio; un libro de Josué hijo de Nun; uno de los Jueces; un breve libro llamado Ruth; a continuación, cuatro libros de Reyes (los dos libros de Samuel y los dos libros de Reyes), y dos de Crónicas, Job y Tobías, y Esther, y Judith, y los dos libros de Macabeos, y los dos de Ezra (Esdras, Nehemiah).. un libro de los Salmos de David; y tres libros de Salomón, es decir, Proverbios, Cantar de Cantares y Eclesiastés ... Dos libros más, uno llamado Sabiduría y el otro Eclesiástico ... Doce libros separados de los profetas que están conectados entre sí, y que nunca han sido separados, se cuentan como un solo libro; Los nombres de estos profetas son los siguientes: Oseas, Joel, Amos, Abdías, Jonás, Miqueas, Nahúm, Habacuc, Sofonías, Hageo, Zacarías, Malaquías; Luego están los cuatro grandes profetas, Isaías, Jeremías, Daniel, Ezequiel.

Agustín admite que el libro de Macabeos es canónico para la Iglesia pero no es contado como canónico por los judíos:

"Desde el tiempo de la restauración del templo entre los judíos no hubo ya reyes, sino príncipes, hasta Aristóbulo. El cálculo del tiempo de éstos no se encuentra en las Santas Escrituras llamadas canónicas, sino en otros escritos, entre los cuales están los libros de los Macabeos, que no tienen por canónicos los judíos, sino la Iglesia..."
Agustín

Inocencio I en una carta al obispo de Tolosa, Exuperio, da en 405 una lista de libros del AT que incluye los deuterocanónicos.

"Qué libros realmente son recibidos en el canon, esta breve adición lo muestra. Estas son, por lo tanto, las cosas de las que deseo seas informado. Cinco libros de Moisés, es decir, Génesis, Éxodo, Levítico, Números y Deuteronomio, y Joshua hijo de Nun [libro de Josué], y Jueces, y los cuatro libros de Reyes [Samuel I & II y Reyes I & II] junto con Rut, dieciséis libros de los Profetas, cinco libros de Salomón [Proverbios, Eclesiastés, Cantar de Cantares, Sabiduría de Salomón y Eclesiástico], y los salmos. También de los libros históricos, un libro de Job, uno de Tobías, uno de Esther, uno de Judit, dos de Macabeos, dos de Esdras [Esdras y Nehemías], dos de Crónicas.
Inocencio

De acuerdo con el monje Rufino en su Comentario al Credo de los Apóstoles  (c. 400 d. C.) los libros deuterocanónicos no eran llamados libros canónicos sino eclesiásticos:

"Pero debiera saberse que hay también otros libros que nuestros padres no  llaman canónicos, sino eclesiásticos, es decir, Sabiduría, llamado Sabiduría  de Salomón, y otra Sabiduría, llamada la Sabiduría del hijo de Sirá, el  último de los cuales los latinos llaman por el título general de Eclesiástico...

A la misma clase pertenecen el libro de Tobit, y el libro de Judit, y los libros de los Macabeos... todos los cuales se han leído en las Iglesias, pero no se apela a ellos para la confirmación de la doctrina. Al resto de escritos les han llamado «apócrifos». Estos no han admitido que se lean en las Iglesias".
Rufino

#### Concilios
El concilio de Laodicea (en 364 d. C.) declaró que Jeremías, Baruc, Lamentaciones y la Epístola de Jeremías son canónicas en un solo libro.
En el concilio de Roma del año 382 bajo el papado de Dámaso I se define el canon completo de la Biblia, en el que se aceptan los 46 libros del Antiguo Testamento, incluyendo los libros deuterocanónicos, y los 27 de Nuevo Testamento. Desde el año 382 se formó el canon que la Iglesia católica utiliza actualmente, y que fue el único canon utilizado —tanto por católicos como protestantes— hasta ya avanzado el siglo XIX, cuando fueron suprimidos definitivamente los libros deuterocanónicos de las Biblias protestantes. La sección del concilio de Roma del año 382 en que se decreta el canon definitivo dice:

"Del canon de la sagrada Escritura (1) [Del mismo decreto y de las actas del mismo Concilio de Roma]
D-84 Asimismo se dijo: Ahora hay que tratar de las Escrituras divinas, qué es lo que ha de recibir la universal Iglesia Católica y qué debe evitar. Empieza la relación del Antiguo Testamento: un libro del Génesis, un libro del Éxodo, un libro del Levítico, un libro de los Números, un libro del Deuteronomio, un libro de Jesús Navé [ Josué ], un libro de los Jueces, un libro de Rut, cuatro libros de los Reyes [ 1 Samuel, 2 Samuel, 1 Reyes, 2 Reyes ], dos libros de los Paralipómenos [ Crónicas ], un libro de ciento cincuenta Salmos, tres libros de Salomón: un libro de Proverbios, un libro de Eclesiastés, un libro del Cantar de los Cantares; igualmente un libro de la Sabiduría, un libro del Eclesiástico. Sigue la relación de los profetas: un libro de Isaías, un libro de Jeremías, con Cinoth, es decir, sus Lamentaciones, un libro de Ezequiel, un libro de Daniel, un libro de Oseas, un libro de Amós, un libro de Miqueas, un libro de Joel, un libro de Abdías, un libro de Jonás, un libro de Nahúm, un libro de Habacuc, un libro de Sofonías, un libro de Hageo, un libro de Zacarías, un libro de Malaquías. Sigue la relación de las historias: un libro de Job, un libro de Tobías, dos libros de Esdras [ Esdras, Nehemías ], un libro de Ester, un libro de Judit, dos libros de los Macabeos. Sigue la relación de las Escrituras del Nuevo Testamento que recibe la santa Iglesia católica: un libro de los Evangelios según Mateo, un libro según Marcos, un libro según Lucas, un libro según Juan. Epístolas de Pablo Apóstol, en número de catorce: una a los Romanos, dos a los Corintios, una a los Efesios, dos a los Tesalonicenses, una a los Gálatas, una a los Filipenses, una a los Colosenses, dos a Timoteo, una a Tito, una a Filemón, una a los Hebreos. Asimismo un libro del Apocalipsis de Juan y un libro de Hechos de los Apóstoles. Asimismo las Epístolas canónicas, en número de siete: dos Epístolas de Pedro Apóstol, una Epístola de Santiago Apóstol, una Epístola de Juan Apóstol, dos Epístolas de otro Juan, presbítero, y una Epístola de Judas Zelotes Apóstol [v. 162](2). Acaba el canon del Nuevo Testamento".
Aníbal Ernesto Fosbery

El Concilio de Hipona (393 d. C.) registra las Escrituras que se consideran canónicas incluyendo los deuterocanónicos:

Génesis; Éxodo; Levítico; Números; Deuteronomio; Josué; Jueces; Rut; Reyes 4 libros [1 Samuel, 2 Samuel, 1 Reyes, 2 Reyes] ; Crónicas 2 libros; Job; Salmos; los cinco libros de Salomón [Proverbios, Eclesiastés, Cantar de los Cantares, Sabiduría de Salomón y Eclesiástico]; los doce libros de los profetas; Isaías; Jeremías; Ezequiel; Daniel; Tobías; Judit; Esther; Esdras 2 libros [Esdras-Nehemías]; Macabeos 2 libros.

El Concilio de Cartago (419 d. C.) en su canon 24 confirmó el canon emitido en el concilio de Hipona citando de la misma manera todos los libros deuterocanónicos como Escrituras canónicas:

Génesis; Éxodo; Levítico; Números; Deuteronomio; Josué; Jueces; Rut; Reyes 4 libros [1 Samuel, 2 Samuel, 1 Reyes, 2 Reyes] ; Crónicas 2 libros; Job; Salmos; los cinco libros de Salomón [Proverbios, Eclesiastés, Cantar de los Cantares, Sabiduría de Salomón y Eclesiástico]; los doce libros de los profetas; Isaías; Jeremías; Ezequiel; Daniel; Tobías; Judit; Esther; Esdras 2 libros [Esdras-Nehemías]; Macabeos 2 libros.

#### Influencia de Jerónimo
Jerónimo hizo una revisión de los Salmos y los Evangelios de la Vetus Latina por petición de Dámaso, obispo de Roma. Al morir el papa, Jerónimo hizo un peregrinaje a Belén en el 386. Comenzó con una nueva revisión del Salterio en latín conforme a la Septuaginta (LXX), pero luego decidió trabajar a partir del texto hebreo. En el 405 completó su traducción. En el prólogo escribió:

"Este prólogo a las Escrituras puede servir como un prefacio con yelmo [galeatus] para todos los libros que hemos vertido del hebreo al latín, para que podamos saber —mis lectores tanto como yo mismo— que cualquiera [libro] que esté más allá de estos debe ser reconocido entre los apócrifos. Por tanto, la Sabiduría de Salomón, como se la titula comúnmente, y el libro del Hijo de Sirá [Eclesiástico] y Judit y Tobías y el Pastor no están en el Canon".
Jerónimo

"Como la Iglesia lee los libros de Judit y Tobit y Macabeos, pero no los recibe entre las Escrituras canónicas, así también lee Sabiduría y Eclesiástico para la edificación del pueblo, no como autoridad para la confirmación de la doctrina".
Jerónimo

Sin embargo, Jerónimo escribe más tarde en su Prólogo a Judit que el libro de Judit era considerado como Escritura por el Primer Concilio de Nicea.

Entre los hebreos, el Libro de Judith se encuentra entre los Hagiographa... Pero debido a que el Concilio de Nicea encontró que este libro ha sido contado entre el número de las Sagradas Escrituras, he aceptado tu pedido.

En su respuesta a Rufino, Jerónimo afirmó que el era consecuente con la elección de la iglesia con respecto a la versión de las porciones deuterocanónicas de Daniel que los judíos de su tiempo no incluían:

¿Qué pecado he cometido al seguir el juicio de las iglesias? Pero cuando repito lo que los judíos dicen contra la historia de Susana y el Himno de los Tres Jóvenes, y los cuentos de Bel y el Dragón, que no están contenidas en la Biblia hebrea, el hombre que me acusa se prueba a sí mismo ser un tonto y un calumniador; porque yo no expliqué lo que pensaba sino lo que comúnmente ellos dicen en nuestra contra. (Against Rufinus, II:33 [402 d.C.]).

Así, Jerónimo reconoció el principio por el cual el canon se establecería: por el juicio de la Iglesia (al menos las iglesias locales en este caso) en lugar de su propio juicio o el juicio de los judíos; aunque referente a la traducción de Daniel al griego, se preguntó por qué se debería usar la versión de un traductor al que consideraba hereje y judaizante (Teodoción).
Numerosos autores posteriores apoyaron la opinión de Jerónimo y el canon hebreo, tales como Beda, Alcuino, Nicéforo de Constantinopla, Rabano Mauro, Agobardo de Lyon, Pedro Mauricio, Hugo y Ricardo de San Víctor, Pedro Comestor, Juan Belet, Juan de Salisbury, el anónimo autor de la Glossa Ordinaria, Juan de Columna, Nicolás de Lira, William Occam, Alfonso Tostado y el Cardenal Francisco Jiménez de Cisneros (editor de la famosa Políglota Complutense, el mayor monumento a la erudición bíblica católica del siglo XVI):

"En la Iglesia latina, a través de toda la Edad Media hallamos evidencia de vacilación acerca del carácter de los deuterocanónicos. Hay una corriente amistosa hacia ellos, otra distintamente desfavorable hacia su autoridad y sacralidad, mientras que oscilando entre ambas hay un número de escritores cuya veneración por estos libros es atemperada por cierta perplejidad acerca de su posición exacta, y entre ellos encontramos a Santo Tomás de Aquino. Se encuentran pocos que reconozcan inequívocamente su canonicidad. La actitud prevalente de los autores occidentales medievales es substancialmente la de los Padres griegos".
George J. Reid

### SiglosVIyVII
Los cánones apostólicos aprobados por el concilio de Concilio Quinisexto en 692 d. C. (concilio no reconocido por la Iglesia Católica) declara que son venerables y sagrados los primeros tres libros de Macabeos y Sirácides.
Gregorio Magno escribió acerca de la distinción entre los libros canónicos y los deuterocanónicos:

"Con referencia a tal particular no estamos actuando irregularmente, si de los libros, aunque no canónicos, sin embargo otorgados para la edificación de la Iglesia, extraemos testimonio. Así, Eleazar en la batalla hirió y derribó al elefante, pero cayó debajo de la misma bestia que había matado".
Gregorio Magno

Los obispos africanos Jumilius y Primasius siguen a Jerónimo; Anastasio de Antioquía y Leoncio reconocen el canon hebreo.
Juan Damasceno, en su Exposición de la Fe Ortodoxa (4:18) defiende asimismo el canon hebreo, el cual explica con cierto detalle, y agrega:

"Está también el Panaretus, esto es la Sabiduría de Salomón, y la Sabiduría de Jesús, publicada en hebreo por el padre de Sirá y posteriormente traducido al griego por su nieto, Jesús hijo de Sirá. Estos son virtuosos y nobles, pero no son contados ni fueron depositados en el arca".
Juan Damasceno

### SiglosIXaXVI

#### Concilios
El Concilio de Florencia en 1442 d. C. declaró como canónicos los libros de Judit, Ester, Sabiduría, Eclesiástico, Baruc y dos libros de los Macabeos.

Cinco libros de Moisés, es decir Génesis, Éxodo, Levítico, Números, Deuteronomio; Josué, Jueces, Rut, cuatro libros de Reyes [1 Reyes, 2 Reyes, 1 Samuel, 2 Samuel] , dos de Paralipomenon [1 Crónicas, 2 Crónicas], Esdras, Nehemías, Tobías, Judit, Ester, Job, Salmos de David, Proverbios, Eclesiastés, Cantar de los Cantares, Sabiduría, Eclesiástico, Isaías, Jeremías, Baruc, Ezequiel, Daniel; los doce profetas menores: Oseas, Joel, Amós, Abdías, Jonás, Miqueas, Nahúm, Habacuc, Sofonías, Hageo, Zacarías, Malaquías; dos libros de los Macabeos.

El Concilio de Trento en 1546 d. C. apoyó las decisiones sobre qué libros incluir en el canon que fueron determinados por concilios anteriores: 

Del antiguo Testamento, cinco de Moisés: es a saber, el Génesis, el Éxodo, el Levítico, los Números, y el Deuteronomio; el de Josué; el de los Jueces; el de Ruth; los cuatro de los Reyes [1 Reyes, 2 Reyes, 1 Samuel, 2 Samuel]; dos del Paralipómenon [1 Crónicas, 2 Crónicas]; el primero de Esdras, y el segundo que llaman Nehemías; el de Tobías; Judith; Esther; Job; el Salterio de David de 150 salmos; los Proverbios; el Eclesiastés; el Cántico de los cánticos; el de la Sabiduría; el Eclesiástico; Isaías; Jeremías con Baruch; Ezequiel; Daniel; los doce Profetas menores, que son; Oseas; Joel; Amos; Abdías; Jonás; Micheas; Nahum; Habacuc; Sofonías; Aggeo; Zacharías, y Malachías, y los dos de los Macabeos, que son primero y segundo.

Si bien la mayoría en Trento apoyó esta decisión, hubo participantes en la minoría que no estuvieron de acuerdo con los libros aceptados en el canon. Entre la minoría estaban los cardenales Seripando y Cayetano, este último un opositor de Lutero en Augsburgo. Los Padres en sesión en Trento confirmaron las declaraciones de los concilios anteriores que también incluían los libros deuterocanónicos, como el Concilio de Roma (382), el Concilio de Hipona (393), el Concilio de Cartago (397 y 419) y el Concilio de Florencia (1442) y proporcionó "el primer pronunciamiento infalible y efectivo que se promulgó del canon dirigido a la Iglesia universal".

### Los rollos del mar Muerto
Se han encontrado fragmentos de tres libros deuterocanónicos (Sirach, Tobit y Baruch) entre los rollos del mar Muerto encontrados en Qumrán.
Sirácides, cuyo texto hebreo ya se conocía de El Cairo Geniza, se ha encontrado en dos pergaminos (2QSir o 2Q18, 11QPs_a o 11Q5) en hebreo. Se ha encontrado otro rollo hebreo de Sirácides en Masada. Cinco fragmentos del Libro de Tobías se han encontrado en Qumrán escritos en arameo y uno escrito en hebreo (papiros 4Q, n. 196-200). La epístola de Jeremías (o capítulo 6 de Baruc) se ha encontrado en la cueva 7 (papiro 7Q2) en griego. Los eruditos recientes han teorizado que la biblioteca del Qumrán (de aproximadamente 1100 manuscritos encontrados en las once cuevas de Qumrán) no se produjo por completo en Qumrán, sino que pudo haber incluido parte de la biblioteca del Templo de Jerusalén, que pudieron haber sido escondidos en las cuevas para su custodia en el momento en que el Templo fue destruido por los romanos en el año 70.

### Situación actual en la cristiandad
La canonicidad de los libros deuterocanónicos es distinta para los diversos grupos que tienen como sagrados a los textos hebreos. La comunidad judía y algunas de las organizaciones cristianas de origen protestante no aceptan los libros deuterocanónicos en su canon. La Iglesia católica los consideran de segundo canon; o sea que no son tomados como parte del primer canon, sin embargo, se les reconoce autoridad.
Las Iglesias ortodoxas no tienen un criterio uniforme sobre la canonicidad de los deuterocanónicos del Antiguo y del Nuevo Testamento, que son aceptados por unas y rechazados por otras.
Adicionalmente, algunas iglesias orientales incluyen en el canon de la Biblia, en adición a ellos, algunos otros textos, como el Salmo 151, la Oración de Manasés, 3 y 4 Esdras, y 3 y 4 Macabeos; los cuales aparecen en códices antiguos de la Septuaginta, así como de otros antiguos textos bíblicos; algunos de los cuales contenían, asimismo, el Libro de las Odas y el Libro de los Salmos de Salomón. En adición a ellos, la Iglesia copta también acepta el Libro de Enoc, el Libro de los Jubileos, y algunos otros más como el Testamento de los Doce Patriarcas.
Los argumentos en contra y a favor de los deuterocanónicos como parte del canon son muchos, variados y complejos. El mayor argumento de sus opositores, y el único de fondo,[cita requerida] ha sido su omisión del canon del Tanaj judío palestinense, o tal vez su posible supresión en el mismo de un canon consensual aún más antiguo, como algunos autores proponen. Pero algunos autores sostienen que el canon del Tanaj representa posturas fariseas, y fue elaborado por judíos expresamente opositores al cristianismo (la escuela de Yabné o Yamnia), mientras que es posible encontrar referencias a algunos deuterocanónicos como textos sagrados en escritos judíos de distintas corrientes, y 300 de las 350 referencias al Antiguo Testamento que se hacen en el Nuevo Testamento son tomadas de la versión alejandrina. Por otra parte, se debate sobre la lengua de los textos originales de algunos de estos libros, es decir, el griego; aunque estas cuestiones no afectan a los textos escritos en hebreo de forma original, como el Eclesiástico.[cita requerida]

## Inclusión en Biblias
Desde una perspectiva estrictamente histórica, a través de la historia, los deuterocanónicos han estado presentes en las Biblias de todas las facciones cristianas anteriores a la reforma protestante del siglo XVI. También están presentes en todas las versiones bíblicas protestantes anteriores al año de 1826, y también en al menos algunas ediciones posteriores de esas mismas Biblias. Además de las Biblias cristianas ortodoxas y católicas, actualmente se siguen incluyendo en las Biblias luteranas, anabaptistas, anglicanas y episcopalianas.